# Barrage de la rivière Qu'Appelle
Le barrage de la rivière Qu'appelle est le plus petit des deux barrages en remblai à avoir créé le lac Diefenbaker en Saskatchewan, au Canada. L'autre, le Barrage Gardiner, est le plus grand barrage en remblai au Canada et l'un des plus grands au monde. La construction des deux barrages a commencé en 1959 et s'est achevée en 1967.

Le barrage de la rivière Qu'Appelle mesure 3 100 m de long et 27 m de haut.

## Fonction du barrage
Ces deux barrages maintiennent le débit de l'eau de la rivière Qu'Appelle relativement constant. Avant leur construction, la rivière Qu'Appelle se tarissait en de nombreux endroits chaque été lorsque la neige des montagnes Rocheuses qui remplissait la rivière Saskatchewan Sud finissait de fondre. Le barrage du Lac Buffalo Pound empêche lui aussi le niveau du lac Diefenbaker de trop fluctuer.
Depuis que les barrages Gardiner et de la rivière Qu'Appelle retiennent l'eau du lac Diefenbaker, son effluant a un débit constant toute l'année. Ces ouvrages permettent l'approvisionnement en eau d'industrie comme Global Mosaic et Yara International et de villes comme Regina, Saskatoon, Moose Jaw. Les agriculteurs profitent de cette constance qu'a apporté la construction des barrages pour irriguer leurs champs et abreuver leur bétail. Le Lac Diefenbaker est également utilisé à des fins récréatives.

## Aux alentours du barrage
La ville de Elbow et trois parcs provinciaux sont situés à proximité du barrage, Les parcs provinciaux Douglas, Saskatchewan Landing et Danielson.
Le chemin de fer du Canadien Pacifique traverse la rivière au sommet du barrage.
L'autoroute 19 traverse la vallée de la Qu'Appelle à environ 1 km au sud-est du barrage, et donne accès à un point de vue sur le lac Diefenbaker et la vallée de la Qu'Appelle.

## Constitution de la rivière Qu'Appelle
La rivière Qu'Appelle se serait formée durant la période de glaciation en Amérique du Nord. Le retrait du glacier aurait bloqué l'écoulement vers le nord et aurait forcé l'écoulement de l'eau dans le lit de la rivière Qu'Appelle. Lorsque les glaciers se sont retirés davantage, l'eau s'est mise à couler vers le nord.